# Razredni boj
Razrédni bòj označuje sovražen odnos in boj med izkoriščevalskim ter izkoriščanim razredom. Odnos med izkoriščevalcem in izkoriščanim se razlikuje glede na obravnavano obliko razredne družbe: v suženjstvu je to boj med sužnjem in sužnjelastnikom, v fevdalizmu med odvisnim kmetom in fevdalcem, v kapitalizmu pa med kapitalistom kot lastnikom produkcijskih sredstev in mezdnim delavcem, ki je iz vidika produkcije lastnik edinole svoje delovne sile.
Konkretne značilnosti razrednega boja se ne razlikujejo le od oblike razredne družbe, ampak se razlikujejo tudi med posameznimi deželami, saj sama razredna družba ni povsod enako razvita, niti se ne razvija v enakih pogojih (zaradi imperializma). V deželah, kjer je večina prebivalstva kmečkega in se kapitalizem šele uveljavlja, so na primer drugačne razmere kot v deželi, kjer kapitalistični način produkcije nima resne konkurence.

## Splošni pogoji razrednega boja
Razredni boj je posledica protislovij razredne družbe. O razredni družbi govorimo, ko ima del družbenega prebivalstva (ki je procentualno gledano manjšina) monopol nad družbeno produkcijo. Kako je ta monopol dosežen, se razlikuje glede na konkretno obliko razredne družbe. 
V vseh primerih je skupna lastnost razredne družbe, da si vladajoči razred zaradi svojega monopola družbeni presežek prisvoji za osebno rabo. V primeru suženjstva, kjer je producent (suženj) v neposredni lasti izkoriščevalca (sužnjelastnika), si ta v celoti prilasti vse, kar suženj proizvede; ta dobi nazaj le osnovne življenjske potrebščine, da ostane naprej pri močeh. V primeru fevdalizma si fevdalec kot lastnik zemlje, na kateri je odvisen kmet, prilasti njegov presežni produkt v obliki dajatev in tlake (delo, ki ga tlačan opravi na fevdalčevi zemlji). V primeru kapitalizma si kapitalist kot razliko med vrednostjo delovne sile (mezdo) in vrednostjo, ki jo ta delovna sila, prisvoji kot profit oziroma presežno vrednost.
Pri tem ne smemo enačiti družbenega presežka z razredno družbo. Družbeni presežek se pojavi, ko je produktivnost dela dovolj visoka, da producentu ni treba delati izključno za kritje lastnih potreb, ampak lahko del svojega delovnega časa posveti drugim namenom. Ta presežek je lahko namenjen strateškim rezervam, kot na primer za primere naravnih nesreč; lahko pa je namenjen vzdrževanju sloja ljudi, ki ne dela. V primeru razredne družbe presežek vzdržuje vladajoči razred, ki ne dela, ker mu ni treba delati, saj ga vzdržuje razred producentov.
Vsaka razredna družba se tako deli na dva glavna družbena razreda. Prvi je razred producentov, ki proizvaja družbeno bogastvo. Drugi razred je vladajoči razred, ki pobere družbeni presežek in z njim razpolaga kot s svojim osebnim premoženjem; v nekaterih primerih, kot na primer suženjstvu in kapitalizmu, ima tudi neposredni nadzor nad družbeno produkcijo.
Razredni boj med razredom producentov in vladajočim razredom naslavlja vprašanje družbenega presežka, ampak ne njegovega obstoja, temveč njegove distribucije. V prvotnih oblikah razrednega boja, ko ta zavzema še reformistično obliko, so zahteve omejene na zmanjšanje deleža presežnega produkta; v primeru fevdalizmu je to boj »za staro pravdo«, v primeru kapitalizma je to mezdni boj. Ker pa si vladajoči razred prisvaja presežni produkt zaradi nadzora nad družbeno produkcijo, razredni boj sčasoma postane vprašanje produkcijskih odnosov kot takih; postane vprašanje revolucije.

## Razredni boj v kapitalizmu
Kapitalistična družba je razdeljena na dva velika, medsebojno sovražna tabora. Prvi tabor je buržoazija oziroma kapitalistični razred, ki ima monopol nad družbenimi produkcijskimi sredstvi in si zato tudi prisvaja družbeni presežni produkt. Na drugi strani je proletariat oziroma razred mezdnih delavcev, ki zaradi omenjenega buržoaznega monopola nad produkcijskimi sredstvi niso zmožni realizirati svoje lastne delovne sile in jo morajo stalno oddajati v najem buržoaziji. To sta tudi edina tabora, ki imata v razrednem boju na dolgi rok lastne neodvisne pozicije; vsi ostali razredi morajo z eskalacijo (in posledično radikalizacijo) razrednega boja podpreti bodisi proletariat bodisi buržoazijo.
To ne pomeni, da v kapitalizmu ni nobenih drugih razredov. Obstaja na primer malomeščanstvo, ki bodisi razpolaga z lastnimi produkcijskimi sredstvi bodisi zaseda vmesno mesto med buržoazijo in preostankom proletariata. Še posebej v drugem primeru malomeščanstvo je meščanstvo strogo gledano del delavskega razreda (prejema, na primer, mezdo); kljub temu pa zaradi vloge malomeščanstva v kapitalistični produkciji (so nadzorniki in agentje buržoazije) takšna poenostavitev ni vedno upravičena. Malomeščanstvo se tako z razvojem razrednega boja razcepi na dve opciji; prva podpira buržoazijo, druga pa proletariat.
Pri opredelitvi malomeščanstva do razrednega boja je pomemben faktor njegova tako imenovana proletarizacija. S tem označujemo tendenco, da kapital s svojo koncentracijo pričenja vplivati tudi na družbeni (in ekonomski) položaj malomeščanstva. V primeru drobne buržoazije (ki imajo v lasti produkcijska sredstva in dejansko lahko sami realizirajo lastno delovno silo) le-ta propada v konkurenčnem boju z velikim kapitalom; alternativni scenarij je, da tako kot mali kapitalist postane (de facto) podizvajalec velikega kapitala, s čimer postane le bolje plačan uslužbenec kapitala. Dodatno grožnja malomeščanstvu je nadaljnji razvoj produktivnih sil. Ta namreč ne poenostavi le fizičnega, temveč tudi umsko delo. V kombinaciji z množičnim izobraževanjem to tudi pomeni, da umsko delo izgublja položaj kvalificirane delovne sile. Položaj malomeščanstva postane, tako kot za ostale delavce, odvisen od stanja na trgu delovne sile; poveča se, na primer, pritisk rezervne armade delovne sile, saj visoko izobražena delovna sila postane bolj zastopana (tj. bolj prisotna) tudi v vrstah brezposelnega prebivalstva.
Dokler je možno, je odziv malomeščanstva na proletarizacijo reformizem (s poudarkom na ohranjanju lastnega položaja); uveljavljanje lastnih interesov v okvirih kapitalizma. Ko takšen pristop doseže svoje meje, je odziv malomeščanstva na proletarizacijo, pa tudi razredni boj nasploh, mešan. Prva skupina preide pod ideološko vodstvo proletariata in se radikalizira; svoje interese uskladi z dolgoročnimi cilji delavskega razreda (komunizmom). Druga skupina se zdrsa v vrste proletariata (ter poistovetenju interesov z njim) in se temu upira z vsemi močmi. Rešitev iz svojega nestabilnega položaja nasprotno vidi v tesnem sodelovanju s kapitalom nasproti proletariatu v upanju, da si bo s tem uspela zavarovati svoj lastni družbeni položaj. Ta skupina malomeščanstva tudi postane ideološki vodja kontrarevolucionarnega razrednega boja. Med obema skupinama se nahaja sloj neodločenega malomeščanstva, ki pa takšne pozicije nevtralnosti ne morejo trajno vzdrževati; bližje, kot je vprašanje revolucije in kontrarevolucije, manjši je obseg neodločenih.

### Razredni boj v deželah z ostanki fevdalizma
V deželah, kjer kapitalistični način produkcije še ni dosegel absolutne prevlade, je v razrednem boju treba upoštevati še položaj in moč kmetov. Ti nadalje niso homogena skupina, ampak so ravno tako notranje razslojeni; med dninarjem in premožnim kmetom (kulakom) so na primer ravno tako razredna nasprotja. Kljub temu pa kmetje v primeru, da je kapitalizem že vsaj delno razvit, v razrednem boju, ki načenja vprašanje revolucije, niso zmožni postaviti pozicije, ki bi bila samostojna alternativa buržoaziji ali proletariatu; vrhunec kmečkega boja je namreč kmečka privatna lastnina, ki pa je zaradi že obstoječe kapitalistične privatne lastnine konzervativna pozicija. Kmetje se tako povežejo s proletariatom in nastopajo pod njegovim ideološkim vodstvom proti buržoaziji in ostankom fevdalizma.
V takšnem okolju moramo upoštevati še plemstvo, ki se bori proti buržoaziji, proletariatu in kmetom; ko so vse te grožnje dovolj oslabljene, pa še proti duhovščini. Plemstvo in buržoazija pa imata mešane odnose; oba se hočeta medsebojno uničiti, a morata za to mobilizirate družbene sile, ki lahko pokopljejo tudi njiju. 
To je najbolj razvidno pri vlogi buržoazije, če je treba fevdalizem šele dokončno odpraviti; če je, drugače rečeno, potrebna tudi demokratična revolucija. Buržoazija igra glede na fevdalizem progresivno vlogo, v kapitalizmu, njenem lastnem družbenem redu, pa kontrarevolucionarno vlogo. V deželi, kjer moč plemstva še ni bila dokončno uničena, istočasno pa obstaja še kapitalizem, se buržoazija tako znajde v paradoksnem položaju, da mora biti istočasno revolucionarna in kontrarevolucionarna; revolucionarna glede na fevdalizem, kontrarevolucionarna glede na kapitalizem. Da se polasti oblasti, mora buržoazija zrušiti aristokracijo; za to pa mora na pomoč poklicati delavce in kmete, ki lahko demokratično revolucijo nadaljujejo v komunistično revolucijo. Če so delavci in kmetje dovolj močni, da je slednja tudi realna možnost, buržoazija opusti demokratično revolucijo in se združi s plemstvom v boju proti skupnemu sovražniku. Za režim, ki izhaja iz takšne zveze vladajočih razredov, se uporablja tudi izraz bonapartizem; zgodovinski primer je neuspela nemška revolucija iz leta 1848, ime pa izhaja iz državnega udara Ludvika Bonaparta (Napoleona III), ki se je v Franciji zgodil leta 1853 (dogodek je imel enako razredno ozadje).
Plemstvo ima podoben pragmatičen pristop do buržoazije. Po eni strani ga slednja ogroža in si jo posledično prizadeva oslabiti. Po drugi strani pa je sodelovanje z buržoazijo in sprejetje manjših liberalnih reform v njen prid za plemstvo manjše zlo kot uspešna revolucija od spodaj (tj. revolucija delavcev in kmetov). A dolgotrajno nezaupanje in konflikt med buržoazijo in plemstvom sta obojestranska. Buržoazija na trenutke sodeluje s plemstvom in je ob močnem pritisku od spodaj pripravljena sklepati kompromise, ampak si buržoazija istočasno prizadeva nadomestiti plemstvo kot vladajoči razred. Iz tega razloga za plemstvo buržoazija ostaja grožnja in posledično plemstvo izkoristi vsako priložnost, da jo oslabi (na svoj račun), če obeh ne ogroža skupni razredni sovražnik.
Zavezništvo med plemstvom in buržoazijo je tako kratkotrajno, predvsem pa pragmatičnega značaja; ko je skupna grožnja premagana, zavezništvo razpade, oba vladajoča razreda pa se spet osredotočata na oslabitev drug drugega. Če morata pri tem ponovno mobilizirati kmete in delavce, ti pa ponovno postanejo grožnja za oba razreda, se začasno zavezništvo obnovi in nato ponovno razpade.